# U.S. Repeating Arms Company
U.S. Repeating Arms Company. Inc. (USRAC) — сучасна назва Winchester Repeating Arms Company, відомого виробника гвинтівок Winchester.

## Історія
Компанія-попередник USRAC отримала назву Вінчестер в 1866, коли Олівер Вінчестер реорганізував New Haven Arms Company і перейменував на Winchester Repeating Arms Company. В 1931 Western Cartridge Company (пізніше Olin Corporation) придбала Winchester Repeating Arms й об'єднала їх, створивши Winchester-Western.
В 1981 U.S. Repeating Arms Company була створена співробітниками Вінчестера з метою придбання прав на виробництво гвинтівок та дробовиків під брендом Вінчестер в Нью-Гейвен, штат Коннектикут, за ліцензією Olin Corporation[джерело?].
В 1989 після банкрутства, яке організували робітники корпорації, USRAC перейшла під контроль Fabrique Nationale de Herstal (FN), бельгійської міжнародної групи з виробництва зброї[джерело?].

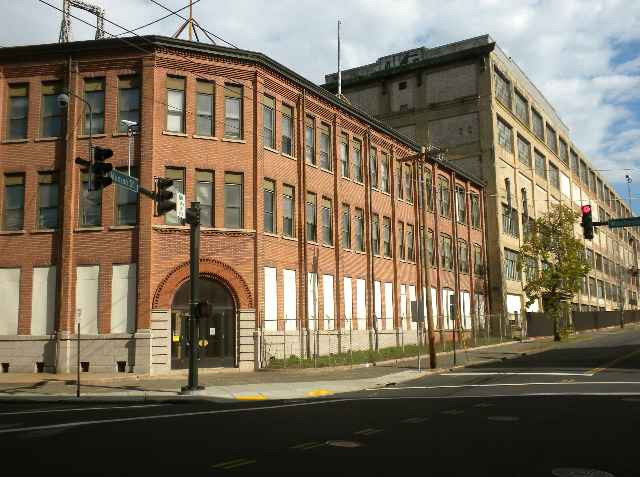
Колишня фабрика в місті Ньюхолвілль, штат Коннектикут.

На початку 2006 було анонсовано, що завод в Нью-Гейвені буде закрито, а виробництво кількох гвинтівок Вінчестер буде відбуватися по всьому світу; деякі моделі будуть випускати на заводах за межами США. Але цього не сталося і, згідно з сайтом Winchester Repeating Arms, зброя під брендом Вінчестер продовжувала випускатися на заводах FN в США та Бельгії[джерело?].
Виробництво боєприпасів та компонентів набоїв відбувалося під назвою Winchester Ammunition Inc. компанією Olin, яка не продала ліцензію USRAC.
Промислова активність в Ньюголвілі суттєво скоротилася у 1965, коли Вінчестер, на той час найбільший роботодавець у Нью Гейвені, вирішив перевести основну виробничу лінію до Східного Алтона, штат Іллінойс. Після страйку токарів наприкінці 1970-х, завод було продано U.S. Repeating Arms. Довга історія виробництва зброї зрештою повністю закінчилася у 2006 році, коли завод U.S. Repeating Arms закрився, звільнивши 186 робочих.